# Eupithecia praerupta
Eupithecia praerupta là một loài bướm đêm trong họ Geometridae.